# Marshall-Bennett-Inseln
Die Marshall-Bennett-Inseln sind eine Inselgruppe in der Salomonensee. Politisch gehören die Inseln zur Provinz Milne Bay von Papua-Neuguinea. Sie befinden sich 40 km westlich der Insel Woodlark und 80 km östlich der Trobriand-Inseln.

## Geographie
Außer der ovalen 4,3 km langen und 3,3 km breiten Hauptinsel Gawa gehören Dugumenu, Iwa (Jouveney-Insel) und Kwaiawata. Bis auf Dugumenu, eine unbewohnte flache Korallenriffinsel, sind alle Inseln bewohnte Gehobene Atolle.
Häufig wird auch das weiter südlich gelegene Atoll Egum zur Inselgruppe gerechnet, mit den größten Inseln Yanaba (Ianaba, 7,75 km²) und Wiakau (0,57 km²) im Norden. Weitere Inseln sind Napasa, eine namenlose Insel und Tabunagora (9 ha) im Nordosten, Nagian (5 ha) im Osten, Digaragara im Nordwesten, sowie Egum (18 ha), Mua, Fandaio, Simlakita und Nasakori (Panamote) in der Lagune. Yanaba und Egum sind bewohnt. Die Landfläche der Inseln im Egum-Atoll beträgt rund 2 km², davon entfällt der Löwenanteil auf Yanaba.
Die Inseln im Überblick, von Nord nach Süd:
| Insel                   | Fläche km² | Bevölkerung (2000) | Koordinaten            |
| ----------------------- | ---------- | ------------------ | ---------------------- |
| Iwa                     | 2,87       | 766                | 8,7039° S, 151,6759° O |
| Dugumenu                | 1,51       | -                  | 8,8017° S, 151,9175° O |
| Kwaiawata               | 5,77       | 386                | 8,9132° S, 151,9131° O |
| Gawa                    | 14,89      | 838                | 8,9705° S, 151,9807° O |
| Egum (Atoll)            | 8,8        | 302                | 9,3955° S, 151,9498° O |
| Marshall-Bennett-Inseln | 33,9       | 2.292              | 8,8333° S, 151,9167° O |

## Geschichte
Die Inselgruppe wurde im November 1836 von Robert L. Hunter entdeckt und nach seinem Walfangschiff, der Marshall Bennett benannt.